# Grotte

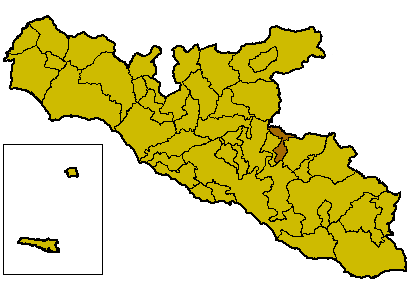
Ubicació de Grotte dins de la província

Grotte (sicilià Grutti) és un municipi italià, dins de la província d'Agrigent. L'any 2008 tenia 5.987 habitants. Limita amb els municipis d'Aragona, Campofranco (CL), Comitini, Favara, Milena (CL) i Racalmuto.

## Administració
| Període | Identitat    | Partit        |
| ------- | ------------ | ------------- |
| 2008-   | Paolo Pilato | Llista cívica |